# یواس‌اس کاوپنز (سی‌وی‌ال-۲۵)
یواس‌اس کاوپنز (سی‌وی‌ال-۲۵) (به انگلیسی: USS Cowpens (CVL-25)) یک کشتی بود که طول آن ۶۲۲٫۵ فوت (۱۸۹٫۷ متر) بود. این کشتی در سال ۱۹۴۳ ساخته شد.